# Oddone Piazza
Oddone Piazza (Valli del Pasubio, 28 novembre 1908 – Boston, 21 settembre 1967) è stato un pugile italiano, sfidante al titolo mondiale dei pesi medi, primo tra gli italiani nella storia del pugilato.

## Biografia

### Carriera dilettante
Oddone Piazza nasce nella frazione Sant'Antonio del comune Valli dei Signori, dal 1926 denominato Valli del Pasubio. Si forma pugilisticamente a Milano. Tra i dilettanti, è campione italiano dei pesi welter nel 1926 e nel 1929. Avendo difficoltà a trovare avversari del suo livello si dedica per un periodo allo judo, disciplina nella quale disputa anche un campionato italiano a Roma.

### Carriera da professionista
Si trasferisce a Boston per esordire tra i professionisti nel 1930, guidato all'angolo dall'italoamericano Phil Buccola. Combatte i primi undici match negli Stati Uniti vincendone nove prima del limite, uno ai punti e perdendone uno solo ai punti, contro il canadese Leo Larrivee. Torna in Italia nell'agosto 1931 per vincere altri due incontri, entrambi prima del limite.
Nel 1931, la National Boxing Association organizza un torneo quadrangolare per la cintura mondiale dei pesi medi resa vacante da Mickey Walker. Tra i concorrenti è designato anche Oddone Piazza. Il 3 novembre 1931 a Milwaukee batte il cubano Raul Rojas ai punti. Otto giorni dopo, sempre a Milwaukee, combatte con Henry Firpo, detto  “il bombardiere del Kentucky“,  Lo statunitense fa valere al 2º round la sua maggior esperienza e cattiveria, mettendo l'italiano in forte difficoltà. Poi, però, Piazza viene fuori con coraggio vincendo le ultime riprese. Il verdetto di parità consente all'italiano di contendere la cintura mondiale all'afro-americano Gorilla Jones.
Il 25 gennaio 1932, a Milwaukee, Oddone Piazza è il primo italiano a combattere un match con in palio un titolo mondiale di pugilato, ancor prima del peso gallo Domenico Bernasconi (19 marzo 1933) e del massimo Primo Carnera (29 maggio 1933).
Piazza giunge all'incontro non in perfette condizioni psicofisiche. Il rinvio di quindici giorni chiesto dallo statunitense per un infortunio gli hanno fatto perdere la forma migliore. Inoltre, nell'intervallo tra la seconda e la terza ripresa gli comunicano che la borsa pattuita di 150.000 lire gli è stata decurtata. Dopo aver subito una ferita, preferisce non rialzarsi dall'angolo al suono della settima ripresa. Il verdetto ufficiale è knock-out tecnico al sesto round.
Piazza combatte altre cinque volte oltreoceano, nel corso del 1932, ma non è più lui. Affronta ancora due volte il canadese Larravee per il titolo del New England, perdendo ai punti in entrambi i casi.
Rientra in Italia alla fine dell'anno e prosegue a combattere con più bassi che alti. Fallisce due volte il tentativo di indossare la cintura italiana dei pesi medi, ai punti con Clemente Meroni. Vince con il connazionale Alfredo Oldoini. Affronta poi a Parigi il nuovo campione del mondo Marcel Thil, in un match non valido per il titolo, perdendo ancora ai punti in dodici riprese.
Vince i suoi ultimi cinque incontri tra la fine del 1936 e il 1938, battendo prima del limite tre avversari e due volte ai punti Nando Strozzi. Ormai demotivato, si ritira dal pugilato agonistico.

### Dopo il ritiro
Oddone Piazza rimane nell'ambiente pugilistico e, tra i suoi allievi, forma il mosca Nazzareno Giannelli, il piuma Gianluigi Uboldi e il massimo Duilio Spagnolo. Poi torna nuovamente negli Stati Uniti dove viene a mancare a soli cinquantanove anni, non ancora compiuti.